# Manuela Gagliardi
Manuela Gagliardi (La Spezia, 18 gennaio 1973) è una politica italiana.

## Biografia

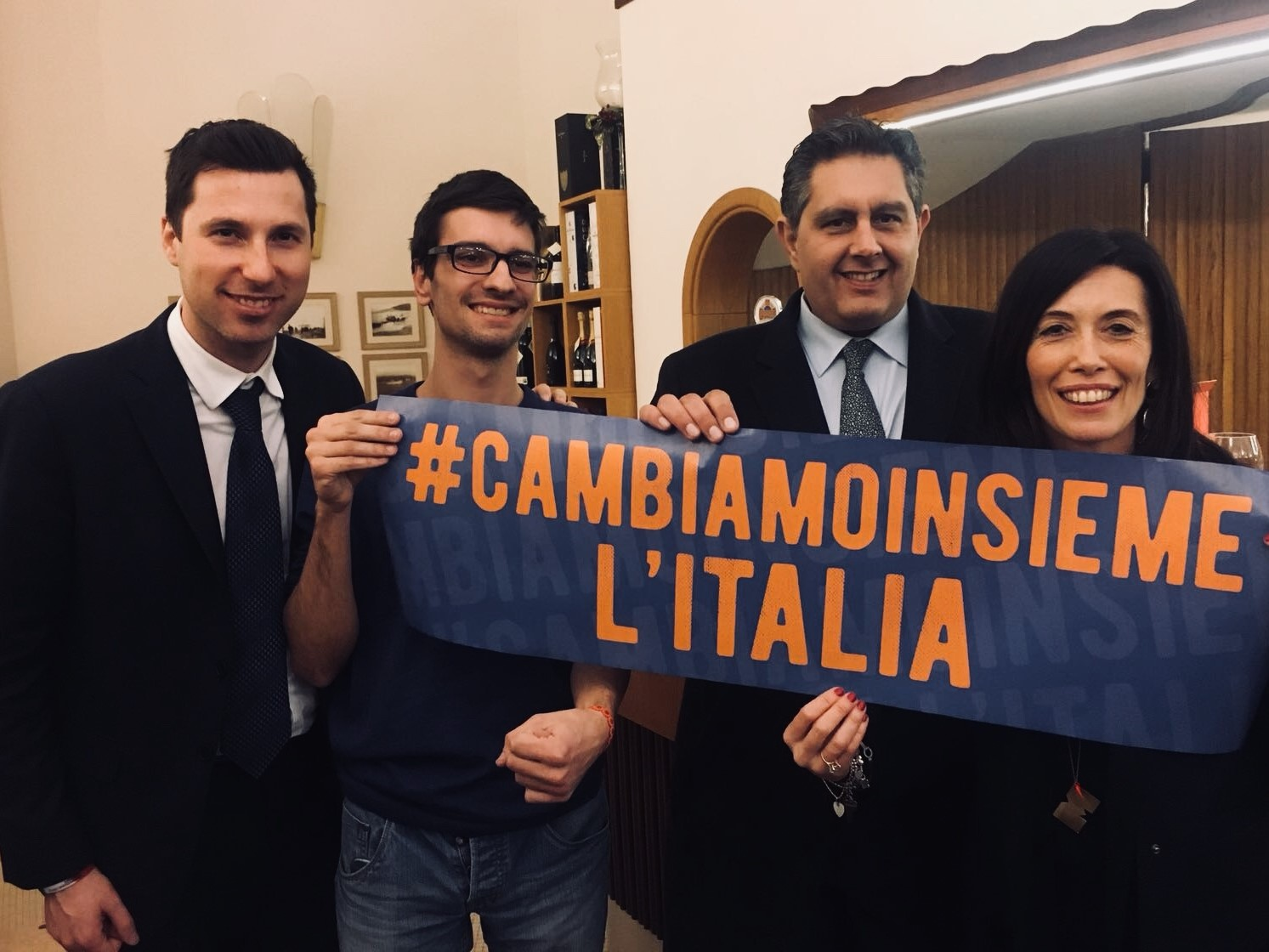
Giovanni Toti con Manuela Gagliardi, il suo assessore Giacomo Giampedrone e un militante durante la campagna elettorale per le politiche del 2018.

Si è laureata in Giurisprudenza all'Università di Pisa.
Eletta consigliere comunale a La Spezia con 342 preferenze nella lista di Forza Italia-Fratelli d'Italia lista Toti alle elezioni comunali dell'11 giugno 2017, a seguito dell'elezione a sindaco di Pierluigi Peracchini a luglio è nominata vicesindaco con delega a Personale e Patrimonio; si tratta della prima donna vicesindaco della seconda città della Liguria per numero di abitanti.
Vicina al presidente ligure Giovanni Toti e all'assessore regionale - nonché suo ex collega di studio - Giacomo Giampedrone, viene candidata alle elezioni politiche del 4 marzo 2018 risultando eletta deputata per la coalizione di centro-destra nel collegio uninominale di La Spezia con 53.275 voti (37,38%), 11.000 in più del candidato del Movimento 5 Stelle e 18.000 in più di Massimo Caleo, ex sindaco di Sarzana del PD; tuttavia lascia il posto da vicesindaco a Genziana Giacomelli rimanendo assessore con deleghe a partecipate, patrimonio, avvocatura civica e affari legali, contratti e appalti. In Parlamento è membro della VIII Commissione ambiente territorio e lavori pubblici e presidente della Sezione bilaterale di Amicizia Italia-Nuova Zelanda.
Il 7 agosto 2019 è tra i fondatori di Cambiamo!, nuovo partito di Toti, e così il 9 settembre lascia Forza Italia - votando lo stesso giorno la sfiducia al Governo Conte II - per aderire due giorni dopo alla componente del Gruppo misto "Cambiamo!-Dieci volte meglio" con altri colleghi ex FI. Il 18 dicembre dello stesso anno i cinque totiani aderiscono alla nuova componente del misto "Noi con l'Italia-USEI-Cambiamo!-Alleanza di Centro" insieme a Vittorio Sgarbi e a quattro colleghi di Noi con l'Italia - USEI.
Alla fine di luglio 2020 viene eletta Segretario della Commissione ambiente e lavori pubblici.
Dal 16 febbraio 2021 fa parte della componente autonoma "Cambiamo!-Popolo Protagonista" insieme a sette colleghi di Cambiamo! e a due di Popolo Protagonista. Due mesi più tardi diventa coordinatrice di Cambiamo! per la città di La Spezia.
Il 27 maggio seguente aderisce a Coraggio Italia, il nuovo partito fondato dal sindaco di Venezia Luigi Brugnaro insieme al presidente della Liguria Giovanni Toti e a numerosi parlamentari di diversa provenienza (M5S, Forza Italia, Cambiamo!-Popolo Protagonista, Lega e Centro Democratico). La Gagliardi diventa vicepresidente del gruppo alla Camera in quota Cambiamo!.
Dal 18 novembre fa parte della direzione nazionale di Coraggio Italia in qualità di consigliere del presidente Brugnaro.
Il 12 giugno 2022, con la vittoria al primo turno di Peracchini, viene confermata consigliere comunale di La Spezia con 435 preferenze e poi anche assessore con le stesse deleghe. Il 28 giugno, dopo aver lasciato Coraggio Italia, con dieci colleghi forma la nuova componente “Vinciamo Italia-Italia al Centro con Toti”.
Alle elezioni politiche anticipate del 25 settembre 2022 viene candidata per il Senato nel collegio plurinominale della Liguria in seconda posizione dietro all'assessore regionale arancione Marco Scajola in quota Noi moderati, lista composta da Italia al Centro, Noi con l'Italia, Coraggio Italia e UdC non risultando eletta poiché la lista non supera la soglia di sbarramento del 3%.
Nel dicembre dello stesso anno viene scelta dal consiglio direttivo di ANCI Liguria come Presidente della Commissione del Trasporto Pubblico Locale, Mobilità e Viabilità.